# Passalus convexus
Passalus convexus es una especie de coleóptero de la familia Passalidae.

## Distribución geográfica
Habita en América.